# Пернегг-ан-дер-Мур
Пернегг-ан-дер-Мур (нім. Pernegg an der Mur) — громада  (нім. Gemeinde)  в Австрії, у федеральній землі Штирія.
Входить до складу округу Мурталь. Населення становить 2337 осіб (станом на 31 грудня 2015 року). Займає площу 86 км². 1143-го вперше згадано замок Пернегг, а шато Пернегг побудоване у 1578—1582. Під час I світової війни у печері Drachenhöhle біля міста було знайдено палеотичні рештки печерних ведмедів.

## Міста-побратими
- Вінгерінг, ФРН